# جینتا کارز
جینتا کارز (انگلیسی: Ginetta Cars) شرکت خودروسازی بریتانیایی است، که در سال ۱۹۵۸ تأسیس شد.